# Општина Жосениј Баргаулуј (Бистрица-Насауд)
Жосениј Баргаулуј (рум. Josenii Bârgăului) општина је у Румунији у округу Бистрица-Насауд.
Oпштина се налази на надморској висини од 457 m.